# نواف ضاوي
نواف سالم ضاوي (مواليد 4 سبتمبر 2002، لاعب كرة قدم إماراتي يجيد اللعب كمدافع مع نادي خورفكان الإماراتي.

## مسيرة اللاعب
لعب في نادي الجزيرة ونادي خورفكان.